# All My People
«All My People» es una canción grabada por la cantante rumana Alexandra Stan para la reedición de su álbum debut Cliché (Hush Hush) (2013). Escrita y producida por Marcel Prodan y Andrei Nemirschi, la pista cuenta con la colaboración del personaje ficticio de Prodan, Manilla Maniacs. Su entrega vocal fue elogiada por los críticos de música por ser «de tono bajo» y «distorsionada». Musicalmente, «All My People» es una canción electro dance que ha sido comparada con el sencillo de Stan «Mr. Saxobeat» (2010). 
Tras su lanzamiento, la pista ha recibido reseñas positivas por parte de los críticos de música, quienes la llamaron «pegadiza» y opinaron que no era convencional en comparación con sus trabajos previos. Un video musical para la canción fue filmado por Ilarionov Borisov en una planta de energía de calefacción en Sofía, Bulgaria y subido a YouTube el 3 de mayo de 2013. El videoclip presenta a la cantante acostada en una cama vistiendo lencería deportiva y rodeada de cámaras de vigilancia. Su coreografía fue comparada con los trabajos de Michael Jackson, mientras que su vestimenta con la de Madonna. «All My People» alcanzó el top 60 en las listas de Rumania, Italia y Japón.

## Composición
La canción fue escrita y producida por Marcel Prodan y Andrei Nemirschi en sus estudios de grabación Maan, ubicado en Constanza, Rumania. Stan anunció el lanzamiento de nuevo material a través de su cuenta de Facebook; más tarde lanzó el audio oficial de «All My People» en SoundCloud. La pista contó con la colaboración del personaje ficticio de Prodan, Manilla Maniacs, quien proporcionó vocales «distorsionadas» y «de tono bajo» durante el coro. Musicalmente, es un sencillo electro dance, que incorpora un ritmo de alerta y letras minimalistas. Tras el lanzamiento del sencillo, el sitio web rumano Urban.ro señaló la evolución en el estilo de Stan, declarando que la instrumentación de «All My People» era amigable, a diferencia de su sencillo del 2012 «Lemonade», junto con «ritmos dulces». Durante una entrevista, Stan confesó que el sencillo está inspirado en su canción del 2010, «Mr. Saxobeat».

## Recepción
Kevin Apaza, quien escribió para Direct Lyrics, comentó que el sencillo era «muy pegadizo», diciendo además que era diferente a sus trabajos previos; aunque confesó que «simplemente no la veo como un exitazo europeo», añadiendo que sus letras y el concepto del video «no tenían mucho sentido». Para concluir, Apaza elogió la contribución de Maniacs a la canción, etiquetando su voz como «genial». Frederica de Martino, del sitio web italiano Canzoni Web, predijo el éxito comercial del sencillo, comentando que «será un éxito seguro como sus sencillos anteriores». MTV Romania hizo eco de los pensamientos mencionados

## Promoción y video musical
Para promover la canción, Stan se embarcó en una gira europea, presentándose en Italia, Reino Unido, Turquía y Rusia. Tras su lanzamiento, la pista fue transmitida en gran medida para las estaciones de radio italianas, ingresando en el top 5 en la lista de iTunes después de cuatro días. El video oficial de «All My People» fue subido a YouTube el 3 de mayo de 2013, precedido por un teaser estrenado el 2 de mayo. Fue filmado por el director búlgaro Ilarionov Borisov en una planta de energía de calefacción en Sofía, Bulgaria, mientras Stan confesó con respecto a la colaboración: «lo conocí durante mucho tiempo y queríamos colaborar desde el primer instante». Además, describió el proceso de rodaje como «difícil», ya que «el equipo no hablaba inglés ni rumano».
El video comienza con un auto de policía llegando a la planta de energía de calefacción, seguido por Stan acostada en una cama rodeada de cámaras de vigilancia, luciendo lencería negra. Luego se la presenta con un sombrero negro y una camisa blanca con corbata, mientras que una multitud de bailarinas y hombres realizan una coreografía sincronizada. Después de esto, Stan aparece con un vestido blanco, y se muestra una patrulla llegando. Posteriormente, dos policías salen del auto para buscar a Stan. Sin embargo, no la encuentran en la cama y el video termina con la cantante saliendo del edificio y los hombres mirando el material grabado por las cámaras de vigilancia.
Alexandra Necula, quien escribió para el sitio web Info Music, dijo que el video «explota la sensualidad de la artista», explicando que Stan aparece en el video interpretando a una mujer con tendencias pornográficas. Además, comentó que los movimientos de Stan eran «lascivos», y comparó uno de sus trajes con los de Madonna. Urban.ro comparó la coreografía con los trabajos de los años 80 de Michael Jackson. La estación de radio Los 40 Principales incluyó el video de «All My People» en su lista de «Los mejores videoclips de Stan».

## Formatos
- Descarga digital[12]

1. «All My People» - 3:19

- EP de remezclas[13]

1. «All My People» (Fedo Mora & Oki Doro Remix Edit) - 2:48
2. «All My People» (Fedo Mora & Oki Doro Remix) - 4:50
3. «All My People» (Rudeejay Remix Edit) - 2:55
4. «All My People» (Rudeejay Remix) - 5:24

## Posicionamiento en listas
| Italia  | FIMI          | 55 |
| Japón   | Japan Hot 100 | 50 |
| Rumania | Airplay 100   | 52 |

## Historial de lanzamiento
| Región         | Fecha                   | Formato          | Discográfica   |
| -------------- | ----------------------- | ---------------- | -------------- |
| Rumania        | 1 de mayo de 2013       | Descarga digital | MediaPro       |
| Italia         | 3 de mayo de 2013       | Descarga digital | Vae Victis     |
| Italia         | 12 de julio de 2013     | EP de remezclas  | Vae Victis     |
| España         | 2 de julio de 2013      | Descarga digital | Blanco y Negro |
| España         | 26 de noviembre de 2013 | EP de remezclas  | Blanco y Negro |
| Estados Unidos | 28 de mayo de 2013      | Descarga digital | Ultra          |